# مارکت‌اوبردورف
شهر مارکت‌اوبردورف (به آلمانی: Marktoberdorf) در ایالت بایرن در کشور آلمان واقع شده‌است.

## نگارخانه

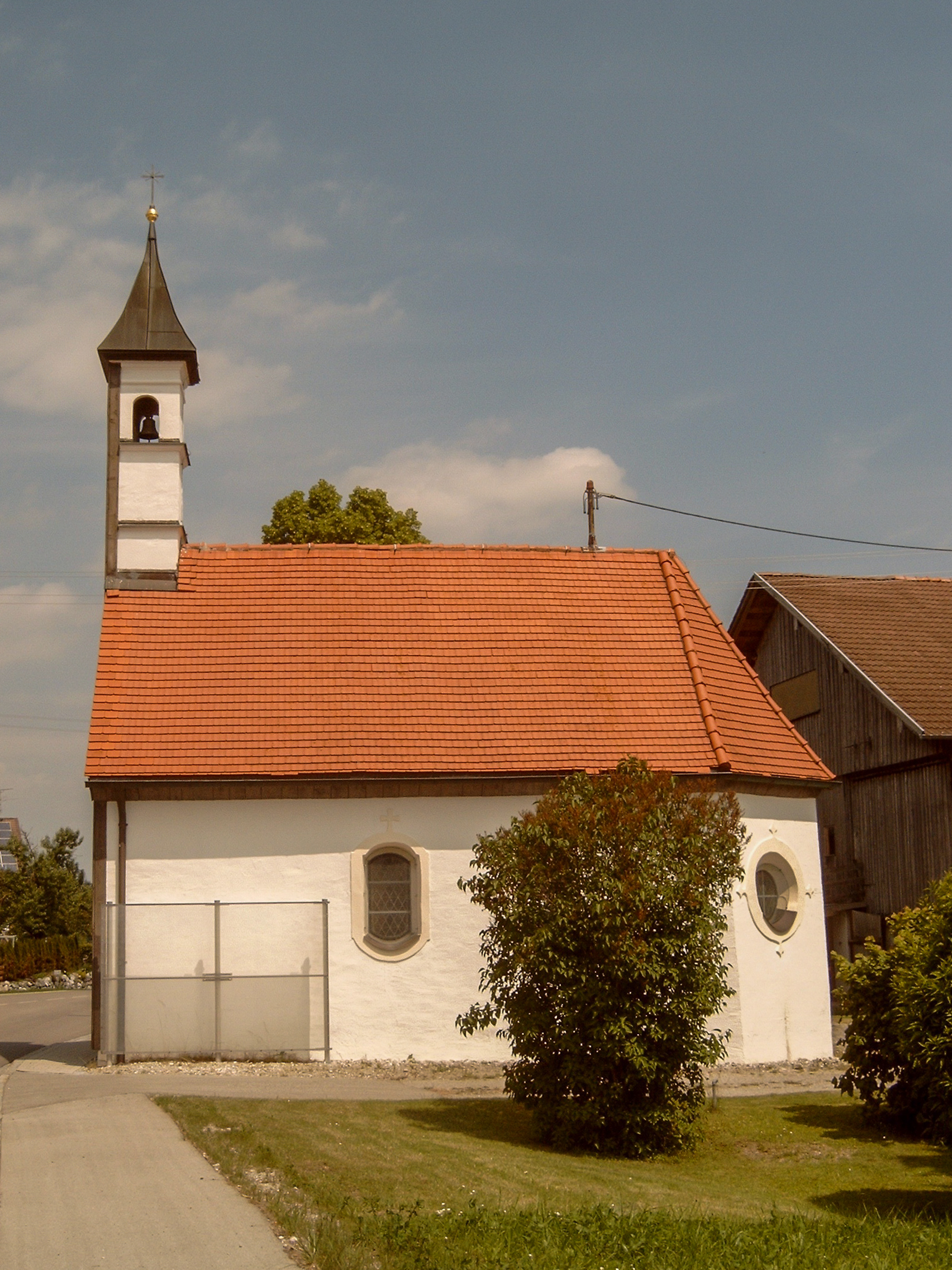
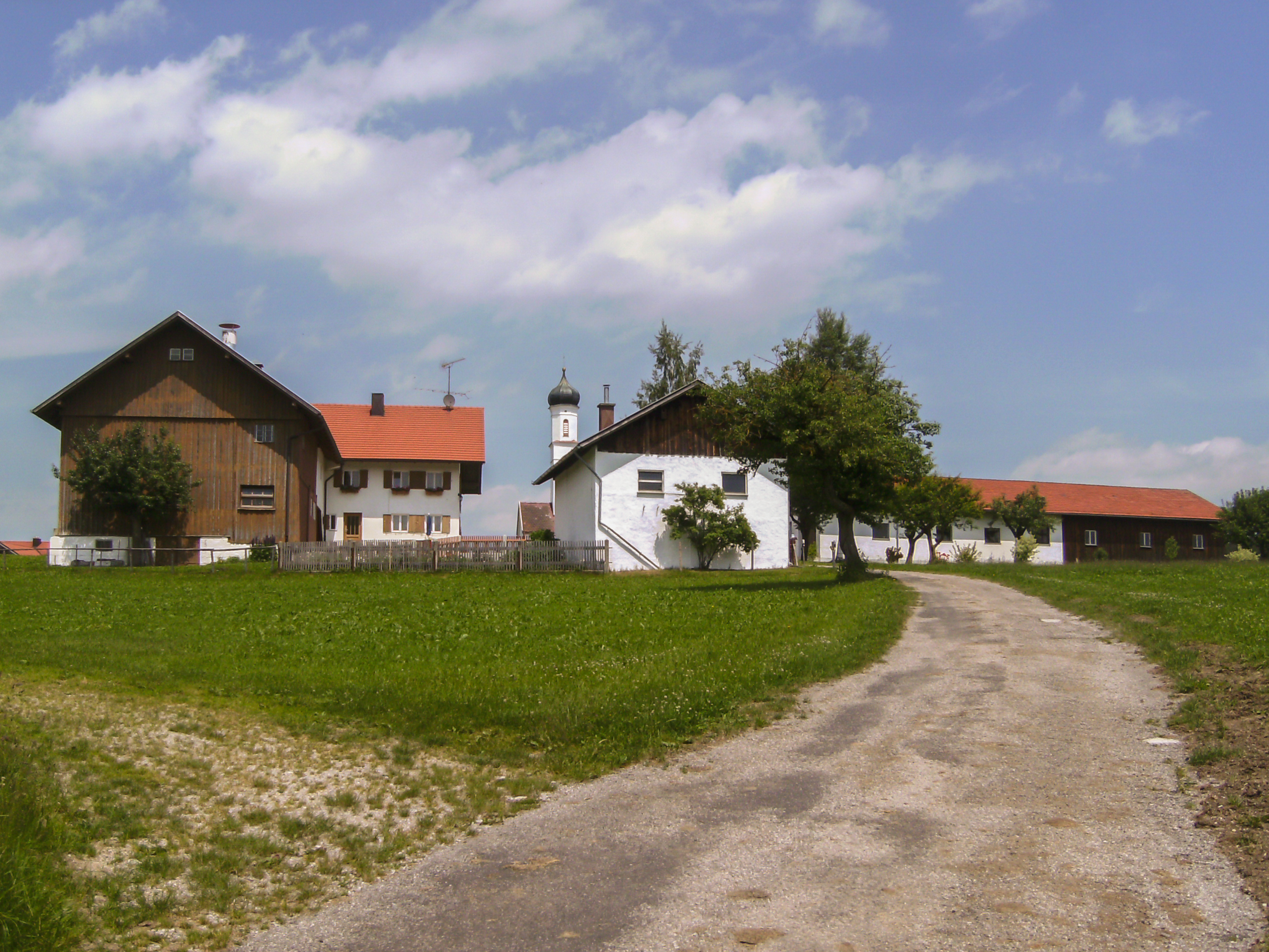
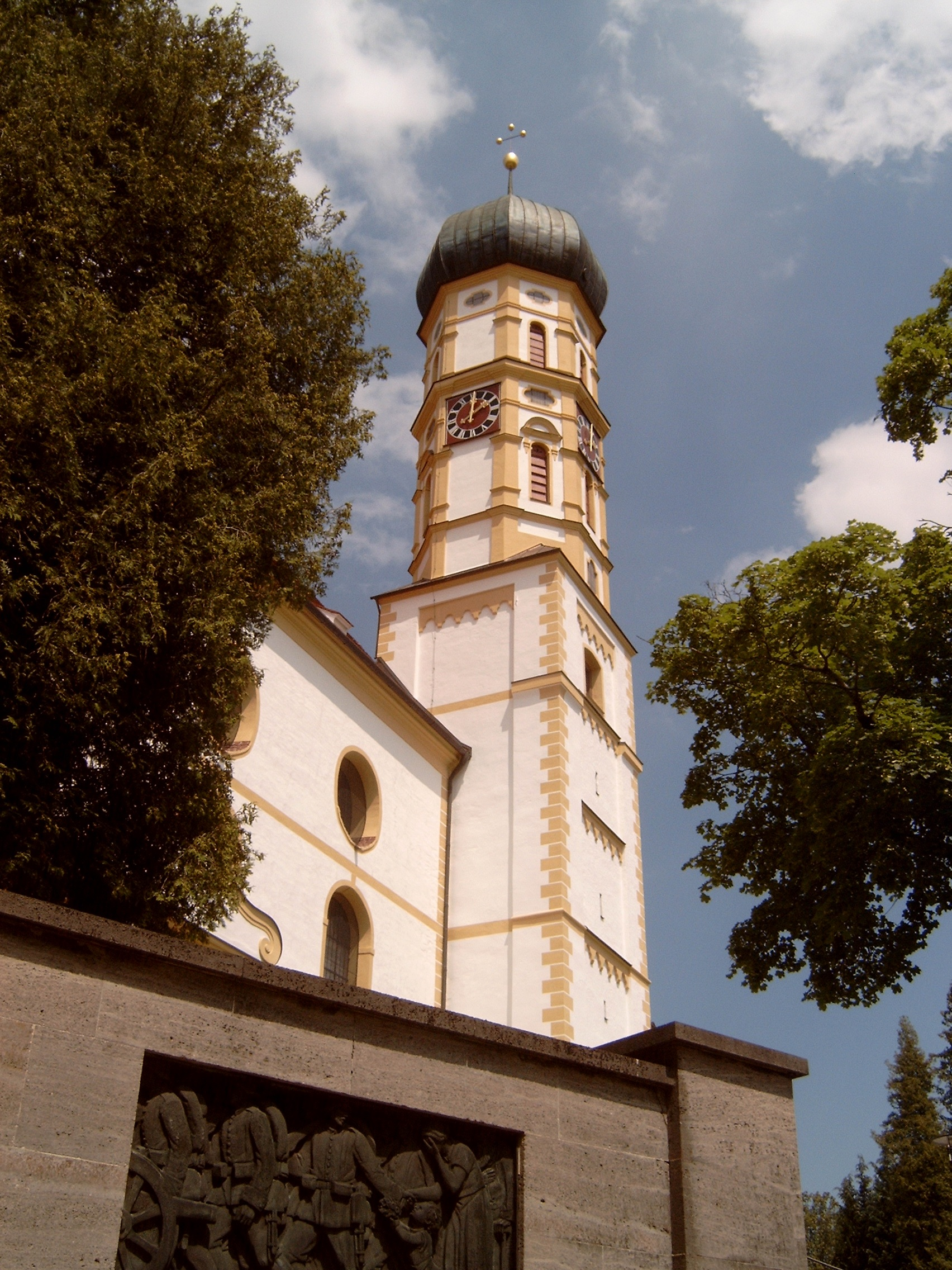